# Eva Medusa
Eva Medusa és una sèrie de còmic creada pel guionista Antonio Segura i la dibuixant Ana Miralles. Està formada pels àlbums Tú el veneno, Tú, el deseo i Yo, el amor. El còmic va veure la llum inicialment al mercat francòfon a partir de 1991 i després va aparèixer també en castellà, publicant-se parcialment a la revista Viñetas. Seguidament, també fou publicat en format àlbum.
El 1993 va obtenir dos premis Haxtur, al millor guió i a la millor història llarga.
A l'igual que la posterior Djinn (2001), el còmic alterna dos plans cronològics i mostra a una protagonista encantadora, capaç de subjugar als homes amb la seva bellesa.

## Àlbums
- Tú el veneno (Editorial Glénat, 1993)
- Tú, el deseo (Editorial Glénat, 1993)
- Yo, el amor (Editorial Glénat, 1994)

## Palmarès
- 1993 - Premi Haxtur a la "Millor Història Llarga" al Saló Internacional del Còmic del Principat d'Astúries.
- 1993 - Premi Haxtur al "Finalista Més Votat pel Públic" al Saló Internacional del Còmic del Principat d'Astúries.
- 1993 - Nominada al Premi Haxtur al "Millor Dibuix" per "Eva Medusa" al Saló Internacional del Còmic del Principat d'Astúries.